# NGC 6815
NGC 6815 est un amas ouvert âgé d'environ 150 millions d'années et situé dans la constellation du Petit Renard. Il a été découvert par l'astronome germano-britannique John Herschel en 1828.  
Toutefois, les opinions au sujet de la nature de NGC 6815 diffèrent. Le professeur Seligman et Wolfgang Steinicke considèrent qu'il s'agit d'un groupe d'étoiles et non d'un réel amas ouvert,. L'amas apparaît dans le site Webda, mais on n'y trouve que les coordonnées de celui-ci. De plus, NGC 6815 est absent de la base de données Simbad. 